# Rabah Kourifa
Rabah Kourifa est un footballeur international algérien né le 10 mars 1963 à Alger. Il évoluait au poste de défenseur central.

## Biographie

### En club
Rabah Kourifa évolue en première division algérienne avec son club formateur, l'USM Alger pendant huit ans, avant d'aller au JS Bordj Menaïel ou il termine sa carrière footballistique.

### En équipe nationale
Rabah Kourifa reçoit quatre sélections avec l'équipe d'Algérie. Son premier match avec les verts a lieu le 29 octobre 1988 contre l'Angola (nul 1-1).
Son dernier match a lieu le 16 décembre 1991 contre le Sénégal (victoire 3-1).

## Palmarès
| USM Alger - Coupe d'Algérie (1) : - Vainqueur : 1987-88. - Championnat d'Algérie D2 (1) : - Champion : 1986-87. |  | JS Bordj Menaïel - Championnat d'Algérie : - Vice-champion : 1993-94. |